# Valmala, Cuneo
Valmala là một đô thị tại tỉnh Cuneo trong vùng Piedmont của Italia, vị trí cách khoảng 60 km về phía tây nam của Torino và khoảng 25 km về phía tây bắc của Cuneo. Tại thời điểm ngày 31 tháng 12 năm 2004, đô thị này có dân số 61 người và diện tích là 11 km².
Valmala giáp các đô thị: Brossasco, Busca, Melle, Roccabruna, Rossana, Venascavà Villar San Costanzo.